# United Factories Company
United Factories Company war ein US-amerikanischer Hersteller von Automobilen.

## Unternehmensgeschichte
Das Unternehmen war ein Zusammenschluss mehrerer Gesellschaften, das auch als Versandhaus bezeichnet wird. Sherwood Anderson wurde 1906 Präsident. Der Sitz war in Cleveland in Ohio. Ein Zeitungsbericht von Februar 1906 nennt Cleveland Top Company, The Royal Carriage and Harness Company, Invincible Steel Wheel Company, Cleveland Paint and Varnish Company, Cleveland Steel Range Company, Ohio Sewing Machine Company, Consumers’ Tool Company und Hearwell Telephone Company. Es stellte Dächer für Kutschen her. 1909 entstanden außerdem ein paar Automobile. Der Markenname lautete Unito. Nach 1913 verliert sich die Spur des Unternehmens.

## Kraftfahrzeuge
Das einzige Modell war ein Highwheeler. Er hatte einen Zweizylinder-Boxermotor, der unter dem Sitz montiert war. Er trieb über eine Kette die Hinterachse an.